# Condé-sur-Noireau (tổng)
Tổng Condé-sur-Noireau là một tổng thuộc tỉnh Calvados trong vùng Normandie.
Tổng này được tổ chức xung quanh Condé-sur-Noireau ở quận Vire. Độ cao khu vực này dao động từ 72 m (Condé-sur-Noireau) đến 290 m (Saint-Jean-le-Blanc) với độ cao trung bình 189 m.

## Hành chính
| Giai đoạn       | Ủy viên         | Đảng | Tư cách                      |
| --------------- | --------------- | ---- | ---------------------------- |
| 1934 - 1940     | Jules Radulph   | PAPF | Député                       |
| -               |                 |      |                              |
| ? - 1998        | Maurice Piard   |      |                              |
| 1998 - en cours | Pascal Allizard | DVD  | Thị trưởng Condé-sur-Noireau |

## Các đơn vị trực thuộc
Tổng Condé-sur-Noireau gồm 11 xã với dân số 8 606 người (điều tra dân số năm 1999, dân số không tính trùng)
| Xã                       | Dân số | Mã bưu chính | Mã insee |
| ------------------------ | ------ | ------------ | -------- |
| La Chapelle-Engerbold    | 79     | 14770        | 14152    |
| Condé-sur-Noireau        | 5 820  | 14110        | 14174    |
| Lassy                    | 327    | 14770        | 14357    |
| Lénault                  | 148    | 14770        | 14361    |
| Périgny                  | 62     | 14770        | 14496    |
| Pontécoulant             | 108    | 14110        | 14512    |
| Proussy                  | 353    | 14110        | 14523    |
| Saint-Germain-du-Crioult | 848    | 14110        | 14585    |
| Saint-Jean-le-Blanc      | 318    | 14770        | 14597    |
| Saint-Pierre-la-Vieille  | 347    | 14770        | 14653    |
| Saint-Vigor-des-Mézerets | 196    | 14770        | 14662    |

## Biến động dân số
| 1962                                                     | 1968  | 1975   | 1982  | 1990  | 1999  |
| -------------------------------------------------------- | ----- | ------ | ----- | ----- | ----- |
| 9 469                                                    | 9 689 | 10 085 | 9 789 | 9 019 | 8 606 |
| Nombre retenu à partir de 1962 : dân số không tính trùng |       |        |       |       |       |